# Эшби, Уильям
Уи́льям Росс Э́шби (англ. William Ross Ashby; 6 сентября 1903, Лондон, Англия, — 15 ноября 1972) — английский психиатр, специалист по кибернетике, пионер в исследовании сложных систем.

## Биография
Окончил Кембриджский университет. С 1930 работал психиатром. С 1947 по 1959 годы Эшби был руководителем исследований в госпитале en:Barnwood House Hospital в Глостере, Англия. В 1959—1960 годах — директор Берденского нейрологического института в Бристоле (Burden Neurological Institute). С 1960 — профессор кибернетики и психиатрии Иллинойсского университета, Department of Electrical Engineering (Эрбана, США). В 1971 году стал членом Королевского колледжа психиатрии (en:Royal College of Psychiatry).

## Научная деятельность
Эшби принадлежит изобретение гомеостата (1948), введение понятия самоорганизации. Он сформулировал закон о требуемом разнообразии, названный его именем (закон Эшби): «управление может быть обеспечено только в том случае, если разнообразие средств управляющего (в данном случае всей системы управления) по крайней мере не меньше, чем разнообразие управляемой им ситуации».

## Память
Давид Самойлов упоминает Эшби в стихотворении «Свободный стих»: «Профессор Уильям Росс Эшби Считает мозг негибкой системой. Профессор, наверное, прав». Пародию на это стихотворение Самойлова написал Александр Иванов